# Revue française de psychanalyse
La Revue française de psychanalyse est une revue scientifique, trimestrielle, à comité de lecture, éditée sous la responsabilité de la Société psychanalytique de Paris. 

## Historique
La création de la revue a été décidée en 1926. Elle a été soutenue financièrement à l'origine par la psychanalyste Marie Bonaparte. Le premier numéro paraît le 1er juillet 1927. La revue est publiée par les Presses universitaires depuis 1948, après l'avoir été aux éditions Denoël (1930-1937) puis par les Éditions de la Nouvelle Revue Critique (1938-1939).
Cette publication a pour objectif d'être un lieu d'échange d'idées, de théorisation et de débats autour de la psychanalyse. Un numéro spécial d'articles publiés entre 1926 et 2006 est paru ainsi qu'un numéro spécial « Tables et index » de la même période. Un numéro hors collection, intitulé « Courants de la psychanalyse contemporaine », dirigé par André Green est édité en 2001.
La Revue française de psychanalyse figure sur la liste des revues de psychologie, de psychiatrie et de psychanalyse, elle est considérée comme une revue référente en psychologie par le CNU et l'AERES.
Elle est indexée sur la base Mir@bel et par JournalBase, base de données de revues du CNRS